# آيت لحزن (تيزڭزاوين)
آيت لحزن هي إحدى مشيخات المملكة المغربية، تتبع جغرافيا لإقليم تارودانت وإداريًا لتيزڭزاوين. يقدر عدد سكانها بـ 2306 نسمة حسب الإحصاء الرسمي للسكان والسكنى لسنة 2004.